# 獨角鸚鵡
獨角鸚鵡（Eunymphicus cornutus），又名角鸚鵡或翎冠鸚鵡，是新喀里多尼亞特有的一種大型綠色鸚鵡。牠們的頭部上有兩支黑色羽毛，末端紅色，故得此名。牠們的頸背黃色，面部黑色及紅色，翼及尾巴藍色。
獨角鸚鵡棲息在潮濕的針葉林，尤喜歡貝殼杉屬及南洋杉屬。牠們成對或以小群生活，吃冠層的種子及堅果。牠們會在地上及樹上築巢。
獨角鸚鵡自1880年代起就已經衰落，但仍廣泛分佈在新喀里多尼亞。現時估計牠們有5300-6000隻。

## 外部連結
- BirdLife Species Factsheet （页面存档备份，存于）